# スーダン・ディナール
スーダン・ディナール（Sudanese dinar）は、1992年6月8日から2007年1月10日までの間、スーダンで使用されていた通貨。
ディナールは、1992年6月8日にスーダン・ポンド（第1次）に代わって導入された。スーダンポンドとディナールは1ディナール= 10ポンドのレートで交換された。硬貨は¼、½、1、2、5、10、20、50ディナールが、紙幣は5、10、25、50、100、200、500、1000、2000、5000、10000ディナール札が発行された。2007年1月10日、第二スーダン・ポンド（SDG）が1ポンド= 100ディナールのレートで導入された。スーダン銀行は商業銀行へ新たな通貨を配布開始し、南にも紙幣の送付を開始した。ポンドとディナールは、6か月間は法定通貨として併用されたが、商業銀行で小切手を現金化する際にはポンドで現金化された。ディナールは、6か月の経過期間の後、流通停止し、第二スーダン・ポンドが2007年7月1日に唯一の法定通貨となった。